# 埼玉県道364号上新郷埼玉線

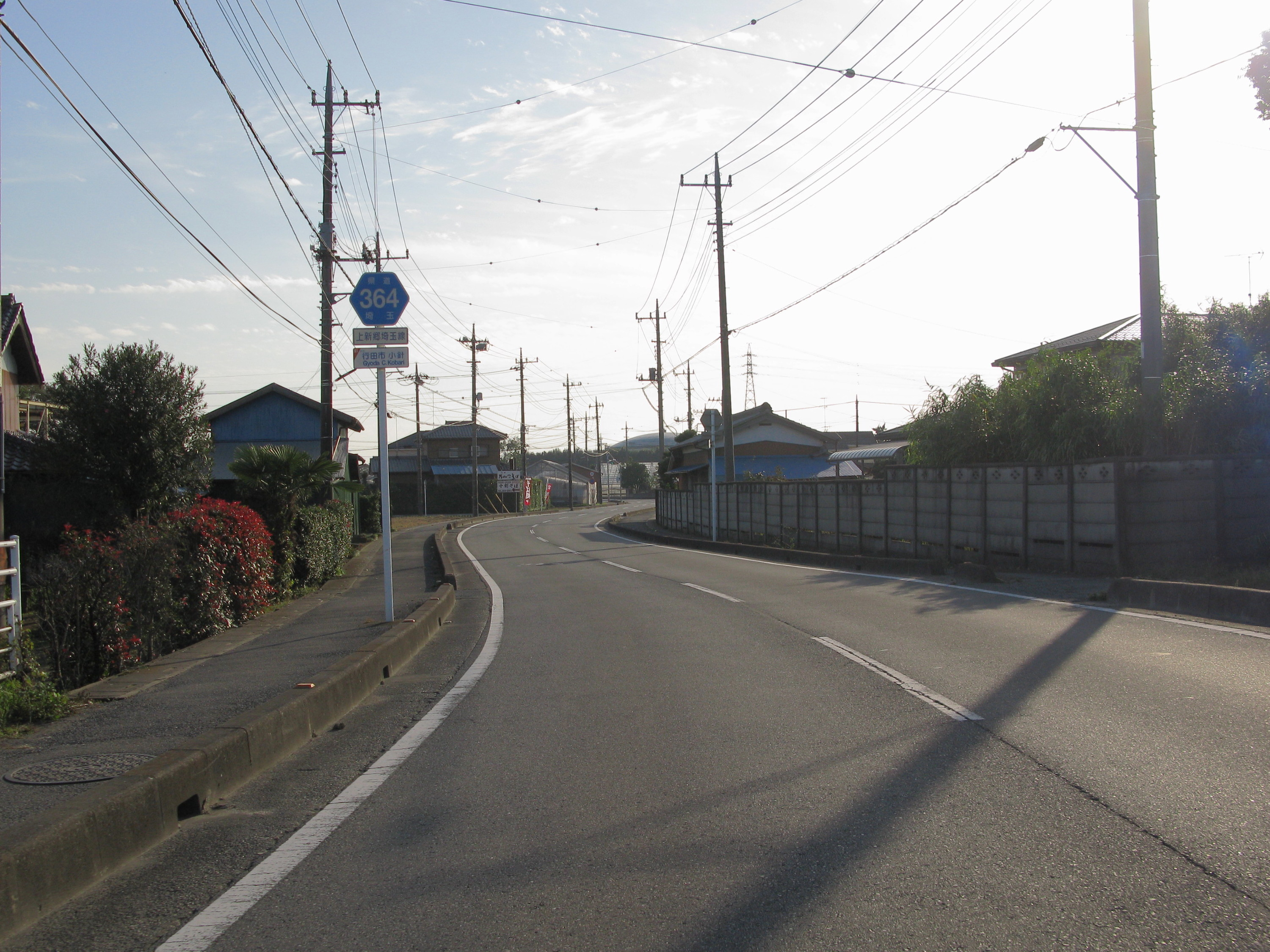
行田市小針地区（2011年11月）

埼玉県道364号上新郷埼玉線（さいたまけんどう364ごう かみしんごうさきたません）は、埼玉県羽生市の栃木県道・群馬県道・埼玉県道7号佐野行田線の交差点を起点とし、行田市の埼玉県道148号騎西鴻巣線の交差点を終点とする県道である。

## 起点・終点
- 起点:埼玉県羽生市上新郷上新郷交差点 埼玉県道7号佐野行田線交点[1]・埼玉県道128号熊谷羽生線終点
- 終点:埼玉県行田市埼玉 県道148号交点

## 通過する自治体
- 埼玉県
  - 羽生市
  - 行田市

## 重複区間
- 埼玉県道196号新郷停車場線：埼玉県羽生市上新郷（新郷駅付近） - 埼玉県行田市下須戸（下須戸交差点）

## 交差・接続する道路
| 交差する道路                                                  | 交差する道路              | 交差点名 | 所在地 |
| ------------------------------------------------------------- | ------------------------- | -------- | ------ |
| 埼玉県道7号佐野行田線 館林・佐野方面                          |                           |          |        |
| 埼玉県道7号佐野行田線（埼玉県道128号熊谷羽生線重複） 行田方面 |                           | 上新郷   | 羽生市 |
|                                                               | 埼玉県道196号新郷停車場線 |          | 羽生市 |
| 国道125号（行田バイパス）                                     | 国道125号（行田バイパス） | 下須戸北 | 行田市 |
| 埼玉県道128号熊谷羽生線                                       | 埼玉県道128号熊谷羽生線   | 下須戸   | 行田市 |
| 埼玉県道148号騎西鴻巣線                                       |                           |          | 行田市 |

## 沿道施設等
- 羽生新郷郵便局
- 秩父鉄道新郷駅
- 行田市大田公民館
- 古代蓮の里
- 行田浄水所